# Juan Carlos Mesías
Juan Carlos Mesías (* 6. Juli 1933 in Treinta y Tres, Uruguay; † 21. April 2002 in Buenos Aires, Argentinien) war ein uruguayischer Fußballspieler.

## Karriere

### Vereine
Mesías, der zu Beginn seiner Karriere zunächst als Stürmer, später dann als linker Half eingesetzt wurde, begann seine sportliche Laufbahn 1956 bei Nacional Montevideo. Für die „Bolsos“ genannten Montevideaner spielte er bis 1960. Der Klub wurde 1956 und 1957 Uruguayischer Meister. Diese Titel werden ihm jedoch nicht explizit zugeschrieben. 1961 schloss er sich ebenso wie sein Landsmann Carlos Borges dem Racing Club de Avellaneda an. In jenem Jahr gewann er mit den Argentiniern, für die er bis 1965 aktiv war und nach Vereinsangaben drei Tore bei 105 Einsätzen schoss, die Landesmeisterschaft. Nach anderen Quellen sind bei diesen Einsatzzahlen vier persönlich torlose internationale Partien enthalten. 1967 folgte noch eine Karrierestation bei den Newell’s Old Boys, für die er 17-mal (kein Tor) in der Liga auflief.

### Nationalmannschaft
Mesías debütierte am 14. März 1959 in der uruguayischen A-Nationalmannschaft. Insgesamt absolvierte er 15 Länderspiele. Ein Tor schoss er dabei nicht. Sein letzter Länderspieleinsatz in der „Celeste“ datiert vom 17. August 1960 bei der 0:4-Niederlage gegen Argentinien im Rahmen der Copa del Atlántico 1960. Bereits im März 1959 nahm er mit Uruguay an der Südamerikameisterschaft teil. Er gehörte sodann auch dem Aufgebot bei der zweiten Südamerikameisterschaft jenes Jahres im Dezember 1959 an, das den Kontinentalmeistertitel gewann.

### Erfolge
- Südamerikameister: 1959
- Argentinischer Meister: 1961